# Artern
Artern est une ville allemande de l’arrondissement de Kyffhäuser, en Thuringe. Elle est située au confluent des rivières Unstrut et Helme, à douze kilomètres au sud de Sangerhausen.

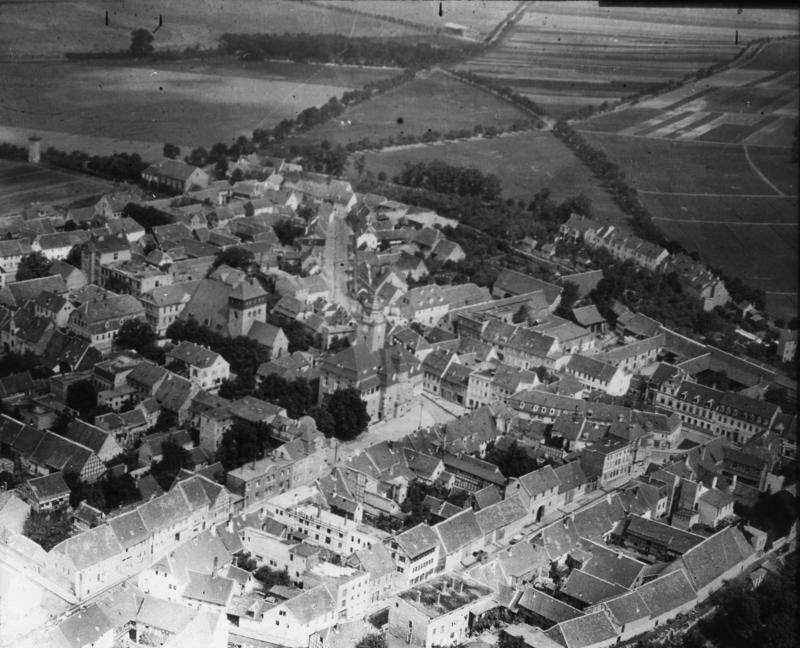
Vue aérienne d'Artern autour de 1940

## Bâtiments

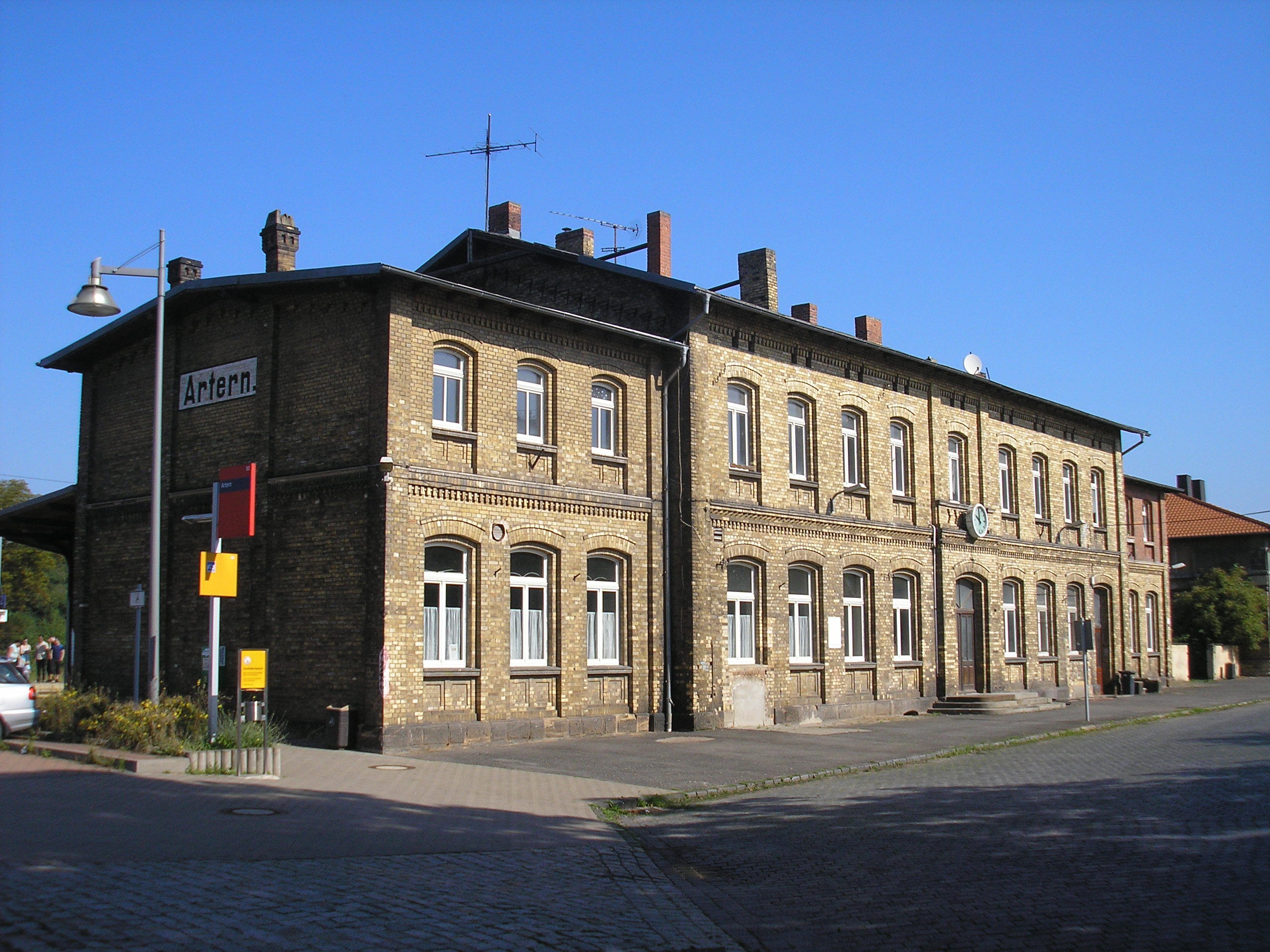
La gare d’Artem
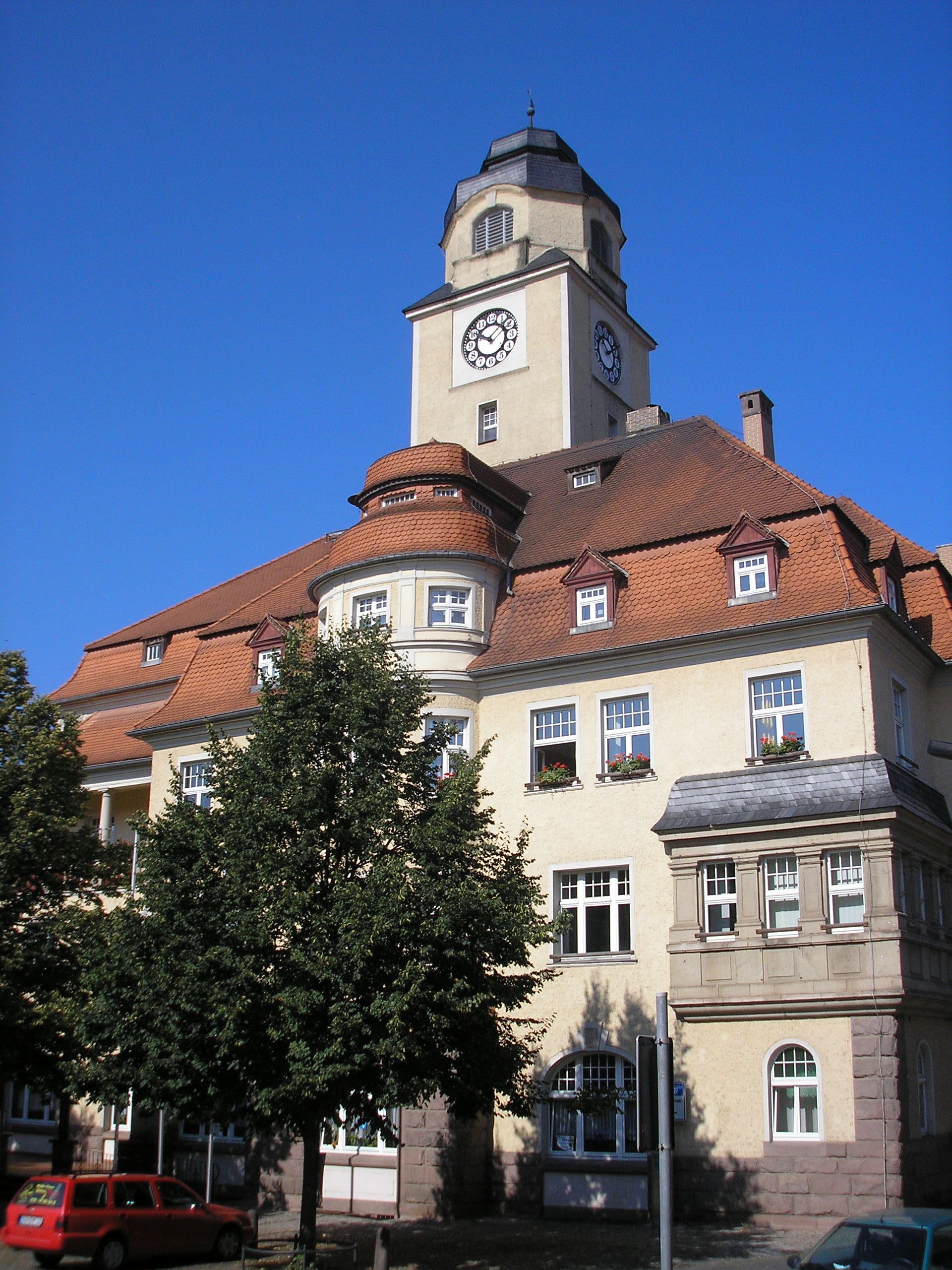
L’hôtel de ville
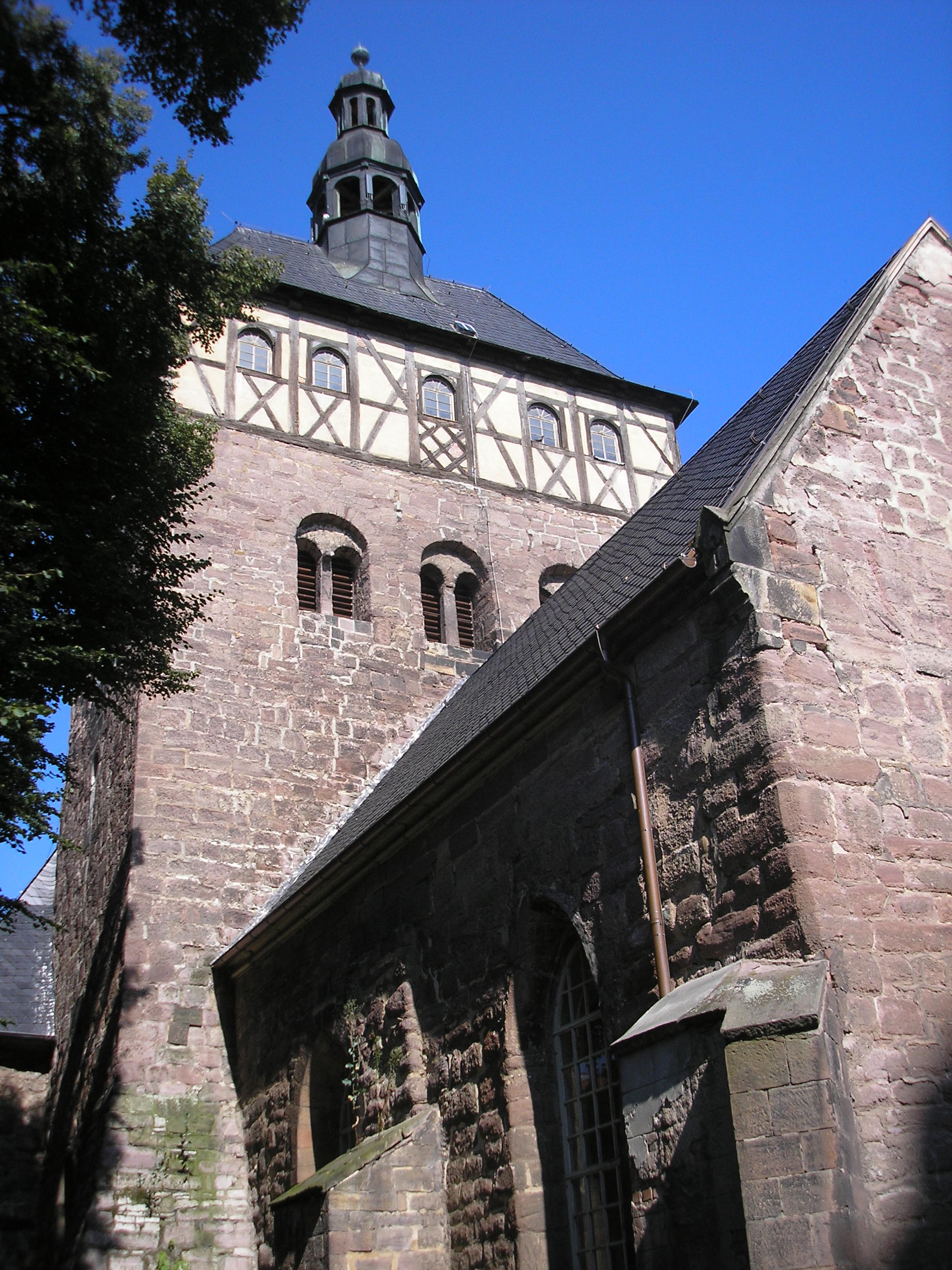
L’église Sainte-Marie

## Personnalités
- Emil von Czettritz und Neuhaus (1801-1887), général né à Artern.
- Fritz Herbert (1860-1925), homme politique né à Artern.
- Johanna Schaller (1952-), championne olympique sur 110 m haies en 1976, est née à Artern.